# 广东国际信托
广东国际信托投资有限责任公司（简称广东国际信托、广东国投、广国信）由广东省人民政府发起设立，为广东省当时的窗口公司之一，一度是中华人民共和国的最大的国有独资公司、中国第二大信托投资公司。

## 历史

### 成立
1980年7月广东信托投资公司经广东省政府批准成立。1983年10月，广东信托投资公司经中国人民银行批准成为国营金融企业，并拿到国家外汇管理局颁发的经营外汇业务许可证。1983年12月，“广东信托投资公司”更名为“广东国际信托投资公司”，并成为国家指定的允许对外借贷和发债的地方级“窗口公司”。1983年12月，即与日、美、英、法等国12家银行签订了贷款协议，获得1.36亿美元的信贷额度。一年后，又与24家欧美日银行签订协议，获信贷额度2.07亿美元。至1985年，上述协议的签约银行增至38家，信贷额度也增至3亿美元。
1986年国务院83号文件批转了国家计委关于利用国外贷款工作分工意见，对于借用国际商业贷款和发行外币债券，“国务院已确定由中国银行、交通银行、中国国际信托投资公司、中国投资银行和广东、福建、上海、天津、大连五个省市经过中国人民银行核准的一至两个金融机构对外办理”；“凡未经中国人民银行批准，未列入国家借用外资计划，任何部门和单位不得对外联系借用国际商业贷款或发行外币债券”。这一文件，使广信成为“十大窗口公司”。文件发布后一个月，1986年9月广信拿到了日本公社债研究所给予的AA－信用评级，并在日本成功发行了200亿日元为期十年的武士债。1987年8月又在香港发行5000万美元亚洲美元债券。1988年5月在伦敦发行了200亿日元欧洲日元债券。1989年1月12日，国务院颁发“关于加强借用国际商业贷款的通知”的6号文件，收紧借用外债的窗口，除国家已确定的中国银行、中国国际信托投资公司、中国投资银行、广东国际信托投资公司、福建投资企业公司、海南国际信托投资公司、上海市投资信托公司、天津市国际信托投资公司、大连国际信托投资公司10个窗口外，今后不再批准对外借用外债的窗口。
1989年到1991年，广信从日本的几家银行拿到了7000万美元贷款。1992年7月在日本武士债市场，发行了150亿日元的债券。1993年5月，进入欧洲美元债券市场，发行了1.5亿美元债；1993年11月，进入世界上规模最大的美国市场，发行了1.5亿美元扬基债。1994年5月，广信总裁黄炎田的照片登上了美国商业周刊(BUSINESS WEEK)的封面。
1995年，国家明确规定地方政府不可自行举债，政府也不再为窗口公司进行担保，并决定对外债实行全口径管理。1995年的国务院25号文件，还决定对发债窗口实行“定期评审制”。此时的广信，资产数百亿元，整个集团公司迅速膨胀，资产状况极为庞杂。按该公司自己的介绍，广信投资参与了3000多个项目，进入金融、证券、贸易、酒店旅游、投资顾问以及交通、能源、通讯、原材料、化工、纺织、电子、医疗、高科技等工业生产的几十个领域，又特别在房地产开发领域倾注巨资，成为广东省最大的“地主”。广国投达到“鼎盛时期”，其标志性建筑———高达63层的广东国际大厦高耸羊城。

### 由盛转衰
1996年底，广信下属的深圳分公司总经理李骥被革职接受审查，不久又因经济罪嫌转捕，深圳分公司的巨额债务随之曝光。
因严重的外债支付危机，中国人民银行决定在1998年10月6日关闭公司，并进行三个月的行政关闭清算。1998年11月广信香港和广信实业两家子公司按照“港事港办”的原则宣告清盘，所欠债务及或有债务达79亿港元，据清盘官宣布的初步核查结果，广信香港的清偿率尚可达到五成四，而广信实业的清偿率只有6％。

### 破产清算
1999年1月10日，广国投在中外债权人面前宣布将“申请破产”。广国投及下属三家有金融经营权的子公司将申请破产；而依中国的破产法律和国际惯例，在偿还债务时，所有的债权人将一视同仁，对外国人并无特别照顾。广国投破产前违规吸收公众存款中，涉及个人储蓄存款5.9亿元牵扯到2万多自然人，其9个证券营业部违规挪用股民保证金1.32亿元涉及8万多自然人；宣告破产后，广国投所欠7.8亿人民币自然人债务，由广东省人民政府购买债权后，委托中国银行广东分行优先向个人储户支付，委托广发证券托管9个营业部并整体转让。1999年1月16日，广东省高级人民法院院长吕伯涛称，经审查，广国投及其全资子公司广信企业发展公司、广东国际租赁公司、广信深圳公司等4家企业，因不能清偿到期境内外债务，符合法定破产条件，裁定进入破产还债程序，由法院指定的清算组接管破产企业。
1999年1月，广东省高级人民法院和深圳市中级人民法院分别受理广东国际信托投资公司的破产案，又被称为“广信事件”。创下了中国历史上迄今为止最大的破产案。广东国投也成为中华人民共和国历史上第一家由法院宣布破产的金融机构。
据初步清算，广国投总部总资产为214.71亿元，负债361.65亿元，资不抵债146.9亿元；其债务中境外债务高达159亿，80％的债务借自日本、美国、德国、瑞士、香港等国家和地区130多家著名银行。广国投破产清算中，有320家债权申报人，申报债权总金额达387．8亿多元。境外或有债务147亿元。

### 后续
广信事件与粤海事件沉重打击了外国债权人对窗口企业的信心，外资银行纷纷紧缩对窗口企业的信贷，导致多家窗口企业无法再借新债还旧债，纷纷宣布到期债务无法还本付息，经营陷入困境。
2004年6月11日，广国投法定代表人兼总经理黄炎田失职、非法吸收公众存款案在广州市中级人民法院一审宣判。法院以非法吸收公众存款罪，判处有期徒刑9年；以国有公司人员失职罪，判处有期徒刑6年，数罪并罚，决定执行有期徒刑14年。宣判后，黄炎田没有提出上诉。法院经审理查明，自1993年5月起，以被告人黄炎田任法定代表人兼总经理的广国投因没有资金承兑到期的债券，在未经中国人民银行批准的情况下，擅自向社会公众吸收存款，非法吸收存款人民币76212.28925万元、港币22540.9702万元、美元1498.77719万元，由于经营管理不善，造成大量资金不能回笼。至该公司宣告破产时，无法归还存款人的款项为人民币35376.4万元、港币3838.454万元、美元193.4492万元。其中，仅1996年7月至1997年5月间，广国投以“项目入股证”的形式，采取存款人民币可获年利率8％～12.85％，就非法吸收存款人民币36307.8万元。